# Babatou, les trois conseils
Pour plus de détails, voir Fiche technique et Distribution.
Babatou, les trois conseils est un film franco-nigérien réalisé par Jean Rouch, sorti en 1976.

## Synopsis
À la fin du XIXe siècle, dans la boucle du Niger, un chasseur et un berger partent se mettre au service du roi guerrier Babatou pour capturer des esclaves. Lorsqu'ils reviennent chez eux, après des années d'aventures, ils ne ramènent que trois conseils.

## Fiche technique
- Titre : Babatou, les trois conseils
- Réalisation : Jean Rouch
- Scénario : Boubou Hama et Jean Rouch
- Musique : Dyeliba Badye et Daouda Kanté
- Photographie : Moustapha Alassane et Jean Rouch
- Montage : Christine Lefort
- Son : Moussa Hamidou
- Production : Inoussa Ousséïni
- Société de production : Association des cinéastes nigériens, SERDDAV-CNRS
- Pays d'origine :  France
- Format : couleur - 1,66:1 - 16 mm
- Genre : historique
- Durée : 92 minutes
- Date de sortie : mai 1976, Festival de Cannes

## Distribution
- Damouré Zika
- Oumarou Ganda
- Mariama Hima
- Lam Dia[1]
- Diama
- Talou

## Autour du film
« Lorsque nous avons étudié de 1951 à 1961 les migrations, nous avons appris que ces migrations vers le sud ont été déclenchées au milieu du siècle dernier par une grande expédition de conquérants, des Zarma et des Songhay, venus du Moyen-Niger : Gazari, Alfa Hano et Babatou sont les chefs légendaires de ces guerres au pays Gurunsi (au Nord-ouest du Ghana actuel). Au moment de la conquête européenne, Babatou s'est battu tour à tour contre les Français, les Anglais et les Allemands.
Dans le cadre des guerres de Babatou, nous avons placé l’histoire des « trois conseils » qui est un des nombreux contes orientaux très répandus en Afrique Noire. Un vieil homme échange une captive contre trois conseils essentiels : si tu arrives au coucher du soleil dans un village, arrête-toi, ne va pas plus loin. Si tu arrives au bord d’une rivière en crue, attends que l'eau descende pour traverser. Si tu te mets en colère le soir, attends le lendemain matin pour agir… »

— Jean Rouch

## Distinctions
- Sélection officielle[3], Festival de Cannes 1976